# كشتارغاه (الريف الشرقي)
كشتارغاه (بالفارسية: کشتارگاه) هي منطقة سكنية تقع في إيران في قسم الريف الشرقي الريفي.